# Luteoma
Il luteoma è un tumore rarissimo che colpisce l'ovaio. Può essere associato a pseudoermafroditismo femminile.

## Anatomia patologica
Questo tipo di neoplasia deriva da un precedente follicoloma o tecoma che ha subito una luteinizzazione, acquisendo la capacità di produrre e accumulare l'ormone.

## Clinica
Questo tipo di tumore dell'ovaio produce progesterone. L'eccesso di questo ormone produce i sintomi che accompagnano questa malattia. Il progesterone determina modificazioni nell'endometrio, che bloccano le mestruazioni, simulando uno stato gravidico (pseudogravidanza). Si può presentare irsutismo.

## Trattamento e prognosi
Si tratta di una neoplasia benigna e il trattamento prevede un intervento chirurgico di escissione del tumore o un'ovariectomia monolaterale